# Famille Japy
Pour les personnes ayant le même patronyme, voir Japy (homonymie).
La famille Japy est une dynastie industrielle française originaire de Beaucourt dans le Territoire de Belfort. Elle possédait la deuxième entreprise française, pour ce qui est des capitaux, durant le Second Empire. Ses membres influents ont marqué le paysage industriel français par l'apport de nombreuses innovations, notamment dans le domaine de l'horlogerie, des machines à écrire et des pompes, mais aussi dans l'organisation du travail et la vie sociale ouvrière au XIXe siècle.

## Prémices
La famille Japy est originaire de Beaucourt, petite localité située à l'est de la Principauté de Montbéliard, à l'extrême limite de celle-ci et de la seigneurie de Delle qui dépend des comtes de Ferrette (Alsace). D'ailleurs, la cohabitation entre sujets luthériens du comte de Wurtemberg et sujets catholiques dépendants du roi de France aboutit vers 1773 à une division politique et religieuse. Jacques Japy, père de Frédéric et protestant, est un des personnages centraux de ce conflit. Les Japy constituent une souche familiale solidement implantée à Beaucourt et les environs même si la cité du Grammont reste la localité mère de la famille. En effet, quelques-uns de ces membres sont régulièrement mentionnés comme homme d'armes de Beaucourt en tant qu'arquebusiers, hallebardiers, arbalétriers de la seigneurie de Blamont. De 1543 à 1676, le nom des Japy est répertorié 16 fois sur les listes des familles de la région. Certains sont des ascendants directs de Frédéric Japy.
Ces Japy de Beaucourt sont issus de la terre et possèdent quelques biens. Les premières précisions quant à leur patrimoine proviennent d'un inventaire des biens volés à Jehan Japy pendant le raid des Guises de 1587 à 1588. Entre autres, se trouvent sur la liste : « Foing et fourage, En meubles, Quatre chevaux, Trois vaches et un veau, Deux chèvres, Neuf pors, Argent monnayé, Froment, Avoine, Orge. ». Cet état de pertes fournit suffisamment d'informations pour cerner la situation matérielle et sociale de Jehan Japy. Bien qu'aucune indication ne soit donnée sur l'outillage de l'exploitation, le cheptel animalier est assez important pour classer ce paysan dans la catégorie rurale la plus socialement aisée à cette époque : les laboureurs. Nourrir et entretenir quatre bêtes chevalines, donc deux trains d'attelage toute l'année, suppose des revenus qui situent l'exploitation à un niveau de rentabilité élevé.
En 1670, le dénombrement général des personnes, sujets, meix, maisons, et héritages des seigneuries de Blamont et Clémont, permet de situer le patrimoine de la famille Japy ainsi que sa situation sociale. Ce sont bien des laboureurs propriétaires d'une maison, d'une grange, d'étables, qui possèdent « chariot et charrue en bon estat ». Leur patrimoine foncier est constitué de deux jardins, de vergers, de prés, des champs, et d'une vigne. En 1708, le contrat de mariage de Jacques Japy et de Suzanne-Catherine Muguet confirme la maintenance du patrimoine de cette famille. Les Japy font donc partie de cette minorité paysanne qui domine économiquement la société rurale, dépassant le stade de l'auto-subsistance pour se tourner vers des situations d'échanges afin d'en tirer les bénéfices. D'ailleurs ceux-ci semblent bien réels, puisque Jacques Japy devient maréchal ferrant du village. Le fait de s'extraire du travail de la glèbe dénote un certain esprit d'initiative.
Son fils Jacques le jeune, lui succède et développe la petite affaire dans le domaine de serrurier-mécanicien. Cette famille, de par ses biens, jouit donc à Beaucourt d'une situation sociale non négligeable. Jacques Japy fait partie de ce qu'on appelle « des anciens de la communauté » qui ne s'accorde qu'aux notables et aux plus considérés des habitants de l'endroit, c'est donc bien une reconnaissance sociale et spirituelle pour ce dernier. D'ailleurs le père de Frédéric Japy se voit confier la charge d'officier seigneurial du village en 1760. Cette nomination n'est pas paradoxale au regard du rôle joué par Japy à Beaucourt, en dépit d'une conjoncture particulière. En effet, l'ancien maire Georges Monnin, catholique, délaisse sa charge et fuit brusquement Beaucourt. Aussitôt, Jacques Japy dans une requête adressée au prince de Montbéliard, demande à remplir cette charge. Cette requête est accompagnée d'un certificat du ministre de Vandoncourt et de Beaucourt. Le 31 mai 1760, Jacques Japy est institué dans ses nouvelles fonctions. Le rescrit pris par le duc de Wurtemberg est une reconnaissance de la compétence administrative de son sujet qui a su faire preuve à cette occasion d'un opportuniste révélateur. En 1773, Jacques Japy prouve toute la confiance que lui avaient accordées les autorités de Montbéliard. En effet, le roi de France nomme à nouveau un maire catholique et l'intendant d'Alsace somme Jacques Japy de lui remettre tous les papiers de la communauté mais celui-ci ne cède pas. Cette attitude démontre toute la ténacité du maire protestant et son habileté à contrecarrer les desseins de l'intendant. Par manque de sources, l'épilogue de cette affaire n'est pas connu. Au cours de cette dernière, Jacques Japy a démontré toutes ces capacités à défendre ses intérêts, toutes ses qualités d'homme politique pour préserver son idéal. Désormais sa fonction sociale lui permet de contrôler la vie du village et peut-être d'en marquer le rythme. Le notable est devenu maire, cette charge lui donnant tout le poids nécessaire pour affirmer la mainmise Japy sur le terroir beaucourtois.

## Une dynastie industrielle

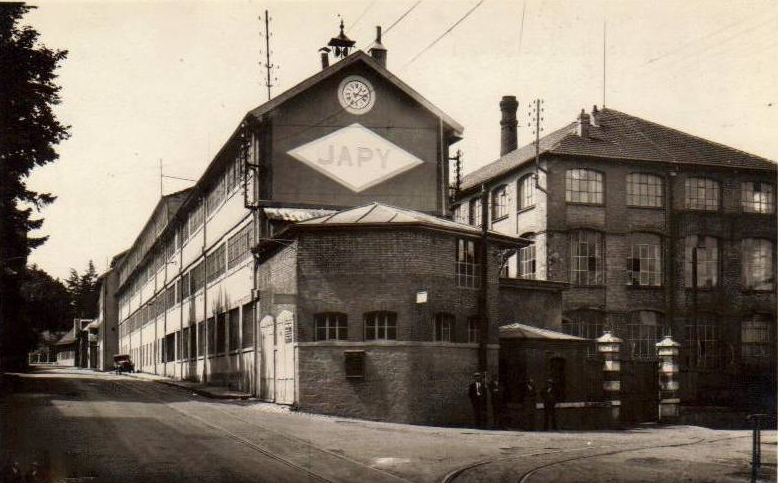
L'usine Japy à Beaucourt.

Tout est parti d’un petit atelier fondé en 1777 par Frédéric Japy, où celui-ci renouvelle et mécanise le procédé traditionnel de l'établissage pratiqué dans le Jura par la profession horlogère. Du mouvement de montres, Japy est passé aux pendules et s’est diversifié dans l’outillage, moteurs, pièces de bicyclette, luminaires, meubles de jardin, pompes, moulins à café, machines à écrire, etc. Les années 1880 ont marqué l’âge d’or de Japy. Près de 5 000 ouvriers travaillent dans les usines Japy de la région. La famille s’est fait construire treize châteaux sur Beaucourt et Dasle, quatre ont disparu.
En 1904, la société Japy de Beaucourt est la principale actionnaire de la société de recherche de houille entre Montbéliard et Villersexel qui lance des prospections minières au sud du bassin houiller stéphanien sous-vosgien. Après le creusement d'un sondage positif à Lomont, une concession de 2 336 ha est accordée à cette société pour l'exploitation d'un gisement de houille se prolongeant au sud du puits Arthur-de-Buyer, exploité par les houillères de Ronchamp. Mais il n'y eut aucune extraction de charbon,.

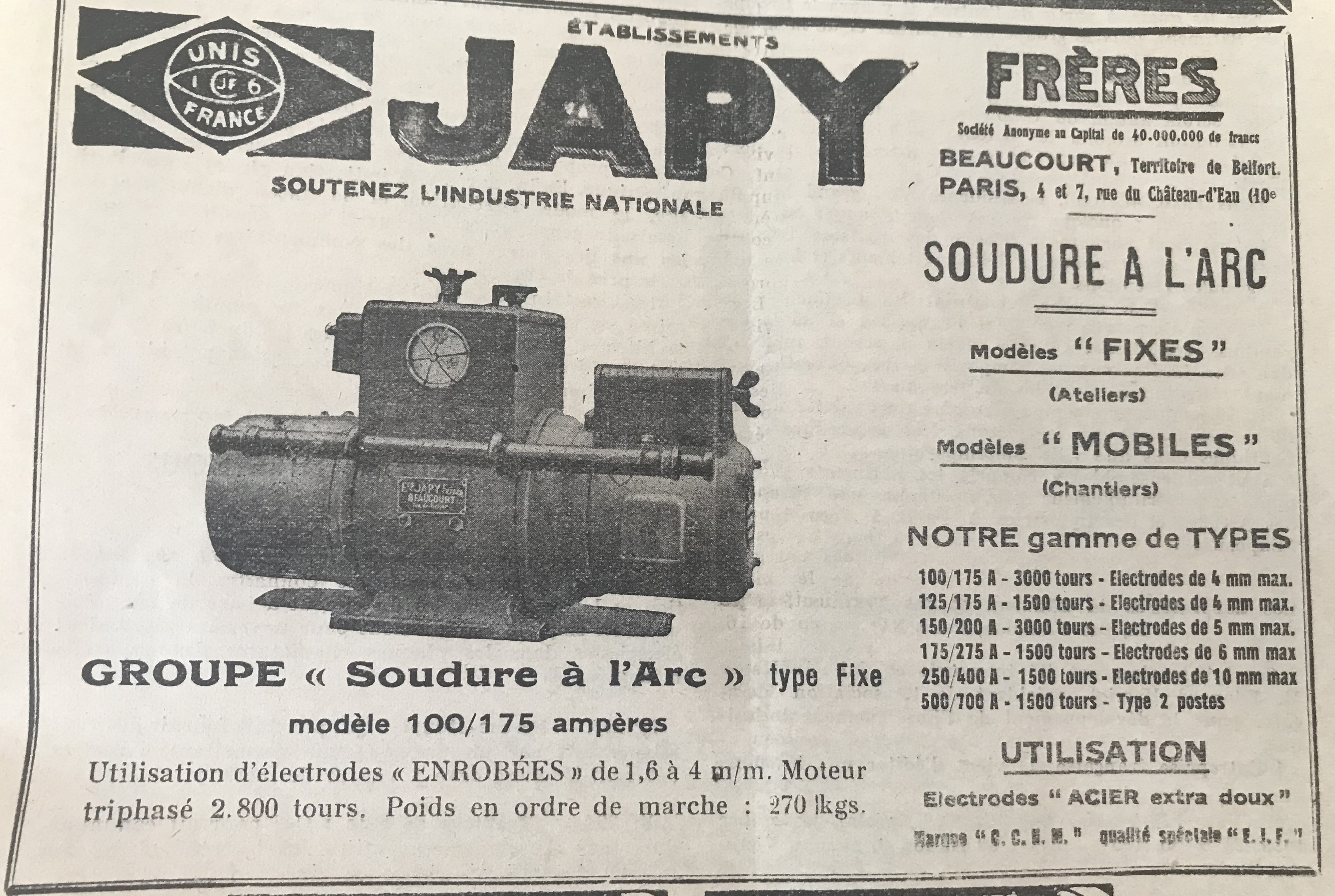
Publicité pour les groupes de soudure à l'arc Japy, 1936.

En 1921, une partie du capital échappe à la famille par l’émission d’obligations dans le public. De 1930 à 1935, une crise grave sévit dans toute la France, le chômage s’étend, les affaires deviennent difficiles, la fabrication et la vente sont en régression. Le conseil d’administration décide la réorganisation complète de tous les services, l’usine de Badevel est abandonnée en 1933, la fabrication d’horlogerie est centralisée à Beaucourt.
La société Japy réussit le lancement de machines à écrire en Europe au début du XXe siècle, mais perd sa prédominance sur l’innovation industrielle. L’entreprise Japy, bien que largement diversifiée, est progressivement démantelée avec la cession de différentes branches de la marque.
Des conflits d’intérêts et de personnes entre la famille Japy et les associés aboutissent à l’éclatement de l’entreprise en quatre sociétés autonomes.
En 1979, la dernière société Japy est mise en liquidation. Le musée Frédéric-Japy ouvert en 1986, installé dans les anciens ateliers d’horlogerie, fait revivre toute une époque industrielle, il retrace l’épopée de la dynastie Japy. Les collections tentent de rendre compte de l’industrialisation du secteur horloger et des stratégies de développement et de diversification d’une entreprise qui, de simple manufacture en 1777, deviendra la deuxième plus importante concentration industrielle française sous le Second Empire.

## Les traces visibles de l'empire Japy
La ville de Beaucourt, berceau de la famille Japy, reste marquée par son passé industriel et comporte de nombreux bâtiments construits par et pour la famille Japy.
Le film Populaire de 2012, comédie qui a pour sujet principal les concours de vitesse dactylographique, mentionne l'empire Japy.

## Liens de filiation entre les personnalités notoires
- Frédéric Japy (1749-1812), protestant, fondateur de l'usine d'horlogerie et de la firme Japy. Il épouse Marguerite Amstutz.
  - Frédéric Guillaume Japy (1774-1854), fabricant, maire. Il épouse Anne Catherine Monnin.
    - Ingénu Japy (1801-1856), fabricant, membre du conseil général du département du Doubs, maire de Badevel. Il épouse Barbe Louise Scheurer.
      - Jenny Japy (1826-1904) épouse son cousin Octave Japy (voir plus bas).

    - Auguste Julien Japy (1802-1854), manufacturier, épouse Emilie Japy (voir plus bas).
      - Édouard Japy (1832-1888), agronome, industriel, protestant. Il épouse  Émilie Rau.
        - Marguerite Japy (1869-1954), figure de la vie parisienne. Elle épouse Adolphe Steinheil. Elle est la maîtresse du président de la République Félix Faure et du président du Conseil Aristide Briand.

      - Julien Philippe Japy  (1842-1918) épouse sa cousine Suzanne Emma Pauline Jeanne Peugeot (voir plus bas).
        - Marcel Pierre Armand Japy (1869-1958) épouse Juliette Blanche Bornèque.
          - Constant Roger Japy (1899-1980) épouse Anne Marie Tueferd.
            - Yves Japy (1929-2008) épouse Annick Campin.
              - Alexandre Japy (1965) épouse Claire Renard.
                - Joséphine Japy (1994), actrice.

          - Jean Robert Japy (1901-1989) épouse Gilberte Marchegay (1908-1995), femme de lettres et traductrice.

  - Louis Frédéric Japy (1777-1852), machiniste horloger, puis manufacturier et propriétaire, s'installe à Beaucourt en 1777, il y construit le premier bâtiment industriel de type phalanstère. Il épouse  Marie Marguerite Catherine Perlet.
    - Louis Japy (1804-1886), fabricant, négociant à Beaucourt. Il épouse Louise Joséphine Sandherr.
      - Louis Aimé Japy (1839-1916), peintre paysagiste.

    - Emilie Japy (1811-1846) épouse son cousin Auguste Julien Japy (voir plus haut).

  - Jean Pierre Japy (1785-1863), négociant, manufacturier. Il épouse Clémence Frédérique Caroline Cuvier (1786-1866).
    - Louis Octave Japy (1814-1879), industriel, associé de la Maison Japy frères et Cie. Il épouse sa cousine Jenny Japy (voir plus haut).
      - Julien Louis Albert Japy (1844-1898), manufacturier, chevalier LO. Il épouse Alice Céline Birckel.
        - Fernand Arthur Edouard Japy (1872-1914 mort pour la France) épouse André Louise Sahier.
          - André Japy (1904-1974), aviateur.

      - Gaston Japy (1854-1936), chef d'entreprise, homme politique, sénateur du Doubs. Il épouse en 1880 Lucie Gabrielle de la famille Peugeot.

    - Virginie Caroline Japy (1819-1890) épouse Armand Constant (1809-1877) de la famille Peugeot.
      - Suzanne Emma Pauline Jeanne Peugeot (1844-1899) épouse son cousin Julien Philippe Japy (voir plus haut).

  - Frédéric Japy (1796-1836), fabricant d'horlogerie à Badevel (25). Il épouse Joséphine Paliard.
    - Frédéric-Pierre Japy (1826-1904), général et homme politique, sénateur du Territoire de Belfort.

## Pour approfondir